# Dubiaranea tristis
Dubiaranea tristis är en spindelart som först beskrevs av Cândido Firmino de Mello-Leitão 1941.  
Dubiaranea tristis ingår i släktet Dubiaranea och familjen täckvävarspindlar. Inga underarter finns listade i Catalogue of Life.